# Guillaume Thévenot
Guillaume Thévenot (La Garenne-Colombes, 13 september 1993) is een Frans wielrenner.
In 2014 onderging Thévenot een knieoperatie. Kort daarna werd hij tijdens een training onderschept door een auto. In 2015 nam hij opnieuw deel aan wedstrijden maar kwam opnieuw ten val op de knie.
De renner stond al die tijd onder contract van Team Europcar. In 2016 kwam er een eind aan zijn profcarrière. In twee jaar tijd nam Thévenot slechts aan 15 wedstrijden deel. Vanaf 2017 fietst hij voor de amateurclub Cyclo-club de Nogent-sur-Oise.

## Overwinningen
2014
3e etappe deel B Ronde van de Isard (ploegentijdrit)

## Ploegen
- 2015 –  Team Europcar
- 2016 –  Direct Énergie
- 2017 –  Cyclo-club de Nogent-sur-Oise

Arashiro · Bernaudeau · Boudat · Coquard · Cousin · Craven · Duchesne · Engoulvent · Gautier · Gène · Guillemois · Hurel · Jeandesboz · Jérôme · Lamoisson · Martinez · Méderel · Morice · Nauleau · Pichot · Quéméneur · Rolland · Sicard · Thévenot · Tulik · Voeckler · Guyot (stagiair) · Krainer (stagiair) · Sellier (stagiair)